# Distretto di Kasese
Il distretto di Kasese è un distretto dell'Uganda, situato nella Regione occidentale.